# Aufroth
Aufroth ist ein Dorf und ein Gemeindeteil der Gemeinde Kirchroth im Landkreis Straubing-Bogen, Regierungsbezirk Niederbayern. Aufroth gehörte bis zum 30. April 1978 zur Gemeinde Saulburg, die im Zuge der Gebietsreform in Bayern aufgelöst wurde.

## Topographie
Das Dorf liegt am Fuße des Bayerischen Waldes auf etwa 330 Meter NHN und wird von der Kößnach durchflossen.

## Einwohnerentwicklung des Ortsteils Aufroth
| Jahr      | 1871 | 1885 | 1900 | 1925 | 1950 | 1961 | 1970 | 1987 |
| --------- | ---- | ---- | ---- | ---- | ---- | ---- | ---- | ---- |
| Einwohner | 162  | 167  | 169  | 183  | 189  | 187  | 184  | 189  |